# 香川県道148号多和三木線
香川県道148号多和三木線（かがわけんどう148ごう たわみきせん）は、香川県さぬき市から木田郡三木町に至る一般県道である。

## 概要
さぬき市多和経座西から木田郡三木町井戸までをつなぐ同地区の生活幹線。起点となるさぬき市多和経座西から木田郡三木町鹿庭までは、路線狭小のため大型車通行禁止および異常気象時（主に雨季の大雨・冬季の降雪および路面凍結時）の通行制限区間となっている。

### 路線データ
- 起点：さぬき市多和経座西（国道377号交点）
- 終点：木田郡三木町井戸（三木町中井戸交差点、香川県道10号高松長尾大内線交点）
- 総延長：12.851 km

## 歴史
- 2015年（平成27年）7月 - 平成27年台風第11号襲来に伴う土砂崩れ被害により、上記規制区間内である三木町鹿庭橋付近で上下線ともに通行止になった。

- 2023年（令和5年）8月23日  - 大雨の影響で落石が発生した為、上記規制区間内である三木町大字奥山〜三木町大字鹿庭付近（花折集落以南ー広野集落以北）で上下線ともに通行止になった。

## 地理

### 通過する自治体
- さぬき市
- 木田郡三木町

### 交差する道路
| 交差する道路                              | 市町村名 | 市町村名 | 交差する場所 | 交差する場所              |
| ----------------------------------------- | -------- | -------- | ------------ | ------------------------- |
| 国道377号                                 | さぬき市 | さぬき市 | 多和経座西   | 起点                      |
| 香川県道263号鹿庭奥山線                   | 木田郡   | 三木町   | 鹿庭         |                           |
| 香川県道279号三木寒川線                   | 木田郡   | 三木町   | 井戸         |                           |
| 香川県道10号高松長尾大内線 / さぬき東街道 | 木田郡   | 三木町   | 井戸         | 三木町中井戸交差点 / 終点 |

### 沿線
- 高松東警察署
  - 神山駐在所
  - 井戸駐在所